# Sir Duke
Sir Duke è una canzone scritta, prodotta e registrata da Stevie Wonder nel 1976, pubblicata come secondo singolo nel 1977 estratto dall'album Songs in the Key of Life.
La canzone fu scritta come tributo a Duke Ellington, artista jazz di grande influenza per cantanti come Wonder, morto nel 1974. Nel testo si fanno riferimenti anche a Count Basie, Glenn Miller, Louis Armstrong ed Ella Fitzgerald.
Oltre a Stevie Wonder nella versione originale hanno suonato Raymond Pounds (batteria), Nathan Watts (basso), Mike Sembello (chitarra principale), Ben Bridges (chitarra ritmica), Hank Redd (sassofono contralto), Trevor Laurence (sassofono tenore), Raymond Maldonado e Steve Madaio (trombe).
Wonder registrò nuovamente il brano nel 1995 per l'album live Natural Wonder. Il brano fu usato anche come sottofondo musicale per i trailer che pubblicizzavano il film Hitch - Lui sì che capisce le donne, e per gli spot televisivi della Lee Jeans.

## Tracce
1. Sir Duke – 3:52
2. He's Misstra Know It All – 4:59

## Classifiche
| Classifica (1977)         | Posizione più alta |
| ------------------------- | ------------------ |
| U.S. Billboard Hot 100    | 1                  |
| U.S. R&B Chart            | 1                  |
| Adult Contemporary Tracks | 3                  |
| Regno Unito               | 2                  |
| Svizzera                  | 4                  |
| Austria                   | 10                 |
| Norvegia                  | 8                  |
| Paesi Bassi               | 19                 |
| Italia                    | 13                 |